# Gornje Orešje
 Gornje Orešje  falu Horvátországban Zágráb megyében. Közigazgatásilag Szentivánzelinához tartozik.

## Fekvése
Zágrábtól 30 km-re északkeletre, községközpontjától  6 km-re északra, a Medvednica-hegység északkeleti lejtőin fekszik.

## Története
1857-ben 280, 1910-ben 487 lakosa volt. Trianonig Zágráb vármegye Szentivánzelinai járásához tartozott.
2001-ben 284 lakosa volt.

## Külső hivatkozások
Szentivánzelina község hivatalos oldala